# Cratere Tarime
Tarime è un cratere sulla superficie di Marte.